# 조증

망상증이 있는 환자는 자신이 실제보다 훨씬 더 강력하다고 착각할 수 있습니다(과대망상).

조증(躁症, Mania 혹은 manic syndrome)은 정신의학적 행동 증후군(psychiatric behavioral syndrome)으로, 비정상적으로 고양된 흥분, 정동, 에너지 수준 상태로 정의된다. 조증 삽화(manic episode) 중에는, 감정(emotion)과 기분(mood)이 급격하게 변하는 것을 느끼며(감정표현장애(emotional liability), 주변 자극에 쉽게 영향받는다. 조증은 우울의 "거울 이미지(mirror image)"로 인식되지만, 고양된 기분은 불쾌감(dysphoria)뿐 아니라 행복감(euphoria)도 느낄 수 있다. 조증이 강화되면 과민성(irritability)이 두드러져 불안이나 분노를 야기한다.
조증 증상은 고양된 기분(행복감 혹은 과민함), 사고 비약(flight of ideas), 언어 압박(pressure of speech), 에너지 증가, 수면 "필요(need)" 및 욕구(desire) 저하, 과잉행동(hyperactivity)이 있다. 증상 대부분은 완전히 발달한 경조증(hypomania) 상태에서 뚜렷하지만, 완전 발달 조증에서 이런 증상은 점진적으로 악화된다. 심각한 조증 삽화에서, 이런 증상은 망상(과대망상과 편집망상 포함), 환각, 행동 파편화(fragmentation of behavior), 긴장증(catatonia)과 같은 정신병을 특성으로 하는 다른 징후와 증상에 의하여 잘 드러나지 않을 수 있다.
DSM-5는 증상의 정도에 따라 1단계의 경조증, 2단계의 급성 조증, 3단계의 섬망성 조증으로 세분한다.

## 원인 및 진단
조증은 다양한 원인이 있다. 비록 광범위한 사례가 양극성 장애(bipolar disorder)에서 나타나지만, 조현정동장애(schizoaffective disorder), 양극성 유형 I(bipolar type I)와 같은 기타 정신 질환의 중요한 구성 요소이기도 하며, 프레드니손(prednisone)과 같은 조증 상태를 지속시키는 특정 약물이나 암페타민(amphetamine)이나 코카인(cocaine)와 같은 흥분제(stimulant)처럼 남용하기 쉬운 물질로 인하여 다발성 경화증(multiple sclerosis)과 같은 다양한 일반 의학 증상에 부차적으로 발생할 수 있다. DSM-5에서, 경조증 삽화는 보다 심각한 중조증 삽화(full manic episode)와 분류되었는데, 이에 따라 이들의 특성은 긴장증(catatonia)이나 정신증(psychosis) 같은 특정 진단 기준과 함께 가볍거나 보통이거나 심각한 것으로 여겨진다. 기술적 진단(descriptive diagnosis)과 감별 진단(differential diagnosis) 관점으로부터 사용할 수 있는 조증 삽화의 "상연(staging)"을 통해서 이뤄지는 것이 있다.
알트만 자가 평가 조증 척도(Altman Self-Rating Mania Scale)와 청년 조증 평가 척도(Young Mania Rating Scale)와 같은 표준화 도구들이 심각도 측정에 사용될 수 있다. 또한 조증과 경조증은 창조성과 예술적 재능과 오래전부터 연관지어져 왔기 때문에, 명백한 조증/경조증 양극성 환자가 의학적 도움이 필요하거나 그것을 원한다는 것은 항상 사실이 아니다. 이런 사람들은 정상적으로 기능하기 위하여 자기 통제를 충분히 잘 유지하거나, 혹은 비자발입원(involuntary commitment)이나 자발입원(voluntary commitment)을 하기에 충분히 "조증이 된(gone manic, 직역하면 미쳐버린)" 것을 알아차리지 못한다. 조증 환자는 약물 영향이라고 오해되기 쉽다.

## 징후 및 증상
미국정신의학협회(APA) DSM-5에서 조증 삽화(manic episode)는 "비정상적이고 지속적으로 고양되고 활달하며 짜증스러운 기분과 비정상적이고 지속적으로 증대된 활동이나 에너지가 보이는 뚜렷한 시기로서, 최소 1주일 지속되고 하루 중 대부분이 이러한 모습을 보이며, 거의 매일 나타남(혹은 입원이 필요한 경우에는 특정 지속 기간)(distinct period of abnormally and persistently elevated, expansive, or irritable mood and abnormally and persistently increased activity or energy, lasting at least 1 week and present most of the day, nearly every day (or any duration, if hospitalization is necessary))"이라고 정의하며, 이때 기분은 약물이나 갑상선 기능 항진증(hyperthyroidism)과 같은 비 정신의학적 증상이 일으킨 것이 아니며, (a) 직업이나 사회적 관계 및 활동에 뚜렷한 지장을 불러일으키고 (b) 환자 본인이나 타인을 지키기 위하여 병원 입원이 필요하며 (c) 환자는 정신병을 가지고 있어야 한다.
혼란스러운 기분과 목표지향적 활동이나 에너지의 증가가 현저한 경우, 조증 삽화로 분류되기 위하여, 다음 중 최소 세 가지(혹은 과민성이 현저한 경우 네 가지)가 지속적으로 나타나야 한다.
1. 과도한 자존감 혹은 과대성(grandiosity)
2. 수면 욕구 감소(3시간 자고 일어나도 잘 잤다는 느낌을 받음)
3. 보통 보다 말이 많아지거나 계속 말해야 한다는 압박을 받으며 행동
4. 사고 비약(flights of ideas) 혹은 사고가 경주하는 듯한 주관적 경험 즉 경주 사고(racing thoughts)
5. 목표지향적 활동 증가 혹은 정신운동성 초조(psychomotor agitation)
6. 주의산만(distractibility) : 중요하지 않거나 무관한 외부적 자극에 너무 쉽게 끌려감
7. 고통스러운 결과가 수반될 가능성이 높은 활동에의 과도한 몰입, 예) 과도한 쇼핑, 가능성 없는 사업 구상, 성욕과다증[16]

조증 상태에서 참가하는 활동이 "항상" 부정적인 것은 아니지만, 부정적 결과를 갖는 잠재성이 있는 것은 훨씬 흔하다.
조증 환자가 동시에 우울하면, 혼합 삽화(mixed episode)가 있다고 이야기한다.
세계보건기구(WHO)의 국제질병분류(ICD)는 '조증 삽화(a manic episode)'에 대하여, 환자의 상황에 상응하여 발생하는 것보다 기분이 더 고양되어, 편안하고 활발한 상태부터 거의 통제할 수 없을 정도로 활기찬 정도까지 이르며, 과잉행동, 강박적으로 말하기, 수면욕 감소, 집중력 유지의 어려움, 주의산만도 증가가 수반된다(mood is higher than the person's situation warrants and may vary from relaxed high spirits to barely controllable exuberance, is accompanied by hyperactivity, a compulsion to speak, a reduced sleep requirement, difficulty sustaining attention, and/or often increased distractibility)고 정의한다. 자신감과 자존감이 과도하게 커지고, 과대하고 과장된 사고를 표현하는 경우가 빈번하다. 정상적인 사회적 제약을 상실하여 성격에 맞지 않고 위험하며 바보스럽거나 부적절한 행동을 낳을 수 있다.
또한 일부는 발한, 초조, 체중 감소와 같은 신체 증상을 보이기도 한다. 완전 발달 조증(full-blown mania)에서, 환자는 자신의 목적이 지상의 중요성을 띠는 것처럼 느껴, 수반되는 결과가 없다거나 부정적인 결과는 최소한일 것이라고 느끼며, 자신이 추구하는 것을 추구하는데 있어 제약을 둘 필요가 없다고 느낀다. 경조증은 이와는 좀 다르다. 그것은 기능에 있어 거의 지장을 주지 않기 때문이다. 경조증 환자가 외부 세계와 연결된 상태와 상호작용의 기준은 온전한 상태이지만, 기분의 강도는 고양되어 있다. 그러나 미해결된 채 지속되는 경조증을 가진 사람은 온전한 조증으로 발전할 위험이 있으며, 심지어 자신이 경조증이 있다는 것을 알아차리지 못한 채로 그렇게 될 수 있다.
조증 혹은 그보다 정도가 낮은 경조증의 대표적 증상은 흔히 경주 사고(racing thoughts)라고 하는 것이다. 이는 흔히 조증 환자가 객관적으로 중요하지 않은 자극에 과도하게 주의를 빼앗기는 상황이나 상태를 말한다. 이로 인하여, 환자들의 사고가 완전히 그들을 장악하여 환자들이 시간을 지키거나 의식의 흐름(flow of thoughts) 바깥의 다른 것들을 알아차리게 할 수 없게 만드는 방심상태(absent-mindedness)에 이른다. 또한 경주 사고는 잠에 드는 것을 방해한다.
조증 상태는 항상 환자의 강도가 정상 상태인 것과 관련되어 있다. 따라서 이미 짜증이 나 있는 상태의 환자는 자신이 이성을 잃었다는 것을 훨씬 더 빠르게 알아차릴 것이며, 학문적으로 타고난 환자들은 경조증 단계에서 "천재"적인 성격과 한참 월등한 수준으로 자신이 행복감(euthymia) 상태에 있는 동안 할 수 있는 것을 잘 해내고 표현할 수 있는 능력을 보일 것이다. 조증 상태를 보여주는 매우 단순한 사례로, 이제까지 임상적으로 우울증을 보였던 환자가 갑자기 비정상적으로 에너지 넘치고 열정적이며 생기가 넘치면서도 공격적이고 "과도하게 행복한" 모습을 보이는 것이다. 다른 사례로는 명료하지는 않지만, 조증의 요소들로 망상(우세한 기분이 행복감에 가득하거나 짜증스러운 것에 따라 과대망상 혹은 피해망상), 과민반응(hypersensitivity), 과각성(hypervigilance), 성욕과다, 과잉종교성(hyper-religiosity), 과잉행동, 충동성, 언어압박(pressure of speech)이 수반되는 강박적인 과잉 설명, 과대한 구상 및 사고, 수면 욕구 저하(3-4시간 잠들어도 잘 잤다는 느낌) 등이 있다. 후자의 경우, 환자의 동공은 비정상적으로 "크게 떠진(wide open)" 상태이고 거의 깜빡이지 않으며, 환자가 실제로는 향정신작용성물질을 사용하지 않았거나 억제제를 사용하였음에도 불구하고 각성제를 복용하였다고 의사가 잘못 판단하게 할 수도 있다. 또한 조증 삽화동안 환자는 이상한 거래, 흥청망청 물 쓰듯 하는 낭비적 소비 지출, 위험한 성행위, 유흥약물(recreational substance) 오남용, 과도한 도벽, 무모한 행동(난폭 과속 운전, 저돌적 행동 등), 비정상적 사회적 상호작용(낯선 사람에게 과도하게 친밀함을 보이고 대화하기), 고성으로 논쟁하기 등 성격에 맞지 않는 행동을 할 수도 있다. 이러한 행동은 사적 관계에서 스트레스를 증대시켜 직장 생활에서의 문제를 야기하며 법적 절차가 수반되는 논쟁이 발생할 위험이 높아진다. 자기는 물론 타인에게도 해를 끼칠 수 있는 활동에 충동적으로 참여할 위험성도 높다.
조증의 경험은 환자 당사자는 물론 주변 사람에게 있어서도 매우 불쾌하고 때로는 공포를 선사하며, 나중에 후회할 충동적 행동들을 야기할 수 있다. 또한 성격 상태가 악화되는 기간에 관한 판단과 통찰이 부재한 경우 조증은 더 악화될 수 있다. 조증 환자는 자신이 무언가 잘못되었다는 사실을 쉽게 부정한다. 조증은 에너지 증대와 수면 욕구 혹은 능력에 대한 인지의 저하를 촉진하기 때문에, 며칠의 조증 주기 내에 수면 부족으로 인한 정신병이 나타나며, 이는 생각을 명료하게 하는 능력을 악화시킨다.
또한 앞서 언급하였듯이 조증은 세 "단계"로 나뉜다. 제1단계는 경조증에 해당하며, 군거성(gregariousness)과 행복감(euphoria)과 같은 전형적인 경조증적 성격을 특성으로 한다. 그러나 제2단계와 제3단계에서 환자는 상당히 짜증스러워 하고 정신병적 특성을 보이거나 심지어 섬망 증상을 보이기도 한다. 제2단계와 제3단계는 각각 급성 조증(acute mania)과 섬망 조증(delirious mania) 혹은 벨 조증(Bell's mania)이라고 한다.

## 증상
환자는 심한 흥분에 따른 고양감, 불안감, 충동성, 사고 비약이 특징적으로 나타나는데, 간혹 혼합삽화 상태의 환자는 기분의 고양 없이 불안만이 크게 나타나는 불쾌성 조증을 보인다. 충동 증가로 평소와는 다른 기이한 행동을 하기도 하며 위험성이 큰 행위를 서슴없이 행하기도 한다. 보통 불면의 수면장애나 섭식장애를 동반한다. 사고의 논리적 비약이 심해 과대망상적 사고를 보여, 스스로 전지전능한 존재로 여기거나 자신의 의견과 행동이 세계에 큰 영향을 줄 수 있다고 믿기도 한다. 망상과 연관된 환청 등 정신증이 나타나는 경우도 있다.

## 심리
조증일 때 양극성장애 환자는 연습기 유아가 보이는 전능한, 세상은 내 뜻대로 움직인다는 정신상태를 보인다. 그들의 활동에는 어떤 압박감이 느껴지는데, 마치 그들이 세상은 자기 마음대로 되는 곳이 아니라는 자각을 피하려고 점점 더 애써 노력해야 하는 것처럼 보인다. 내면적으로 이들은 자신이 절망적으로 보잘것 없다고 느낀다. 그들은 자신의 약점을 부인하고 전능감(omnipotence)을 발달시킨다. 이들은 모든 것을 혼자 하려고 하며 도움받기를 어려워한다. 좌절하면 이들은 발끈 화를 내거나 비난조의 긴 연설을 늘어놓을 수 있다.

## 같이 보기
- 경주 사고
- 사고 장애
- 섬망 조증
- 언어압박
- 양극성장애
- 우울증
- 주의산만